# لیوان بچه (ترانه ملانی مارتینز)
«لیوان بچه» (به انگلیسی: Sippy Cup) ترانه‌ای از خواننده-ترانه‌پرداز آمریکایی ملانی مارتینز می‌باشد که به‌عنوان سومین تک‌آهنگ از نخستین آلبوم استودیویی وی تحت عنوان بچهٔ گریون منتشر شده‌است. موزیک ویدئو این ترانه با حضور استلا رز سنت کلر در ۳۱ ژوئیهٔ سال ۲۰۱۵ منتشر شد.